# Dave Dudley
Dave Dudley, geboren als Darwin David Pedruska, (Spencer, 3 mei 1928 - Danbury, 22 december 2003) was een Amerikaanse countryzanger.

## Jeugd
Dave Dudleys grootouders waren afkomstig uit Königsberg in Duitsland. Hijzelf groeide op in Stevens Point. Op 11-jarige leeftijd kreeg hij van zijn grootvader een gitaar en leerde het spelen van de akkoorden. Eigenlijk wilde Dudley baseball-professional worden, maar een spierscheuring in de rechterarm verhinderde dit. Om zichzelf financieel boven water te kunnen houden, ging hij in de haven werken.
Nadat hij op een morgen zijn nachtdienst had beëindigd, wilde hij een vriend bezoeken bij een lokale radiozender in Texas, maar deze verscheen niet. Dudley ontdekte een gitaar en begon erop te spelen. De redacteur van de radiozender moedigde hem aan om het als muzikant te proberen. Hij accepteerde een baan als diskjockey en speelde met een band op lokale evenementen.

## Carrière
Aan het begin van de jaren 1950 verhuisde Dudley naar Idaho, waar hij het Dave Dudley Trio formeerde. Spoedig verplaatste hij zijn basis naar Minneapolis, waar hij met zijn band in de omgeving speelde, regelmatig te horen was op WCOW en een verbintenis kreeg in de Gay 90's Club. Inmiddels speelden Dudley en zijn band rockabilly, een samenstelling uit country en r&b, die gerelateerd was aan de rock-'n-roll. Desondanks waren nog steeds Dudleys wortels in de country hoorbaar. In 1955 maakte hij zijn eerste opnamen voor het in Cincinnati zittende label King Records. De drie singles, waaronder het rockabilly-nummer Rock and Roll Nursery Rhyme / I Guess You Know You're Right, waren echter niet bijzonder succesvol. In 1958 volgde zijn tweede plaat bij Starday Records en in 1959 een bij het NRC-label uit Atlanta. In 1960 werd het trio ontbonden en formeerde Dudley The Country Gentlemen.
Met Maybe I Do (1961), opgenomen voor Vee Records, behaalde Dudley voor de eerste keer een hitsucces (28e plaats). In het daaropvolgende jaar had hij met Under Cover of the Night een verdere kleine hit (18e plaats). In hetzelfde jaar kreeg Dudley van Jimmy C. Newman een demo met het nummer Six Days on the Road. Na enige twijfel besloot hij de song op te nemen. Omdat hij op dat moment geen platencontract had, richtte hij op korte termijn het eigen label Golden Wing Records op en publiceerde het nummer in het voorjaar van 1963 met als B-kant I Feel a Cry Coming on. Onverwachts kwam het succes voor Dudley, toen de single op de 2e plaats van de countryhitlijst kwam en op de 32e plaats van de pophitlijst. Er volgde een verdere hit met Cowboy Boots (3e plaats) en aan het eind van 1963 wisselde Dudley naar het label Mercury Records.
Reeds Dudleys eerste single Last Day in the Mines (7e plaats) bereikte weer de top 10 van de countryhitlijst. Gedurende de jaren 1960 kon hij zich met verdere hits als Truck Driving Son of a Gun (3e plaats), What We're Fighting For (4e plaats), Trucker's Prayer (23e plaats), Anything Leaving Town Today (12e plaats), There Ain't No Easy Run (10e plaats) en Two Six Packs Away plaatsen. In 1970 bereikte hij met het door Tom T. Hall geschreven nummer Pool Shark de toppositie van de countryhitlijst. Hij had een nieuwe countrystijl ontwikkeld, die werd gekenmerkt door harde honky-tonk en rock-invloeden. In de teksten werd vaak het harde en eenzame leven van de trucker beschreven, daarom wordt deze stijl ook wel Trucker Country genoemd. Andere sterren als Red Sovine liften snel op deze trend mee.
Dudley's grootste hit werd The Pool Shark (1970), die tevens zijn eerste en enige nummer 1-hit bleef. Ondanks enkele verdere hits in de vroege jaren 1970 als Comin' Down en Fly Away Again had hij zijn hoogtepunt reeds overschreden. In 1973 wisselde hij naar United Artists. Vanaf het eind van de jaren 1970 kwamen zijn songs niet meer in de hitlijsten voor. Zijn laatste hitklassering had hij in 1980 met Rolaid Deans Pills and Preparation H (77e plaats) voor Sun Records. Hij bleef desondanks verder populair met zijn concerten en kwam in 1977 ook in Duitsland onverwachts tot roem, toen de Duitse countryband Truck Stop met het nummer Ich möcht' so gern Dave Dudley hörn… een hit had.

## Overlijden
Dave Dudley overleed in 2003 op 75-jarige leeftijd aan de gevolgen van een hartinfarct in zijn huis in Danbury.

## Discografie

### Albums
- 1963: Six Days on the Road
- 1964: Song About the Working Man
- 1964: Talk of the Town
- 1964: Travellin' with Dave Dudley
- 1965: Rural Route #1
- 1965: Truck Drivin' Son-of-a-Gun
- 1966: Free and Easy
- 1966: Lonelyville
- 1966: There's a Star Spangled Banner Waving Somewhere
- 1967: Dave Dudley Country
- 1967: My Kind of Love
- 1968: Thanks for All the Miles
- 1969: George and the North Woods
- 1969: It's My Lazy Day
- 1969: One More Mile
- 1970: The Pool Shark
- 1971: Listen Betty, I'm Singing Your Song
- 1971: Will the Real Dave Dudley Please Sing
- 1972: The Original Travelling Man
- 1973: Keep on Trucking
- 1976: 1776
- 1976: Uncommonly Good Country
- 1980: Diesel Duets
- 1980: Interstate Gold
- 1981: King of the Road
- 1997: Dave Dudley: Portrait
- 2000: Christmas Truck Stop
- 2001: American Trucker
- 2003: That's Country

- Biblioteca Nacional de España: XX1225152
- Bibliothèque nationale de France: cb138934688 (data)
- Gemeinsame Normdatei: 128618922
- International Standard Name Identifier: 0000 0000 7823 5054
- Library of Congress Control Number: n94116750
- MusicBrainz: 2439e604-b15b-40ad-bfaf-ea7c3f5a6fca
- Nationale Bibliotheek van Tsjechië: mzk2004261251
- Système universitaire de documentation: 162173237
- Virtual International Authority File: 27251614
- WorldCat: E39PBJm4XR3Yv4cxvyWHvfVwG3